# Aflenzer Becken

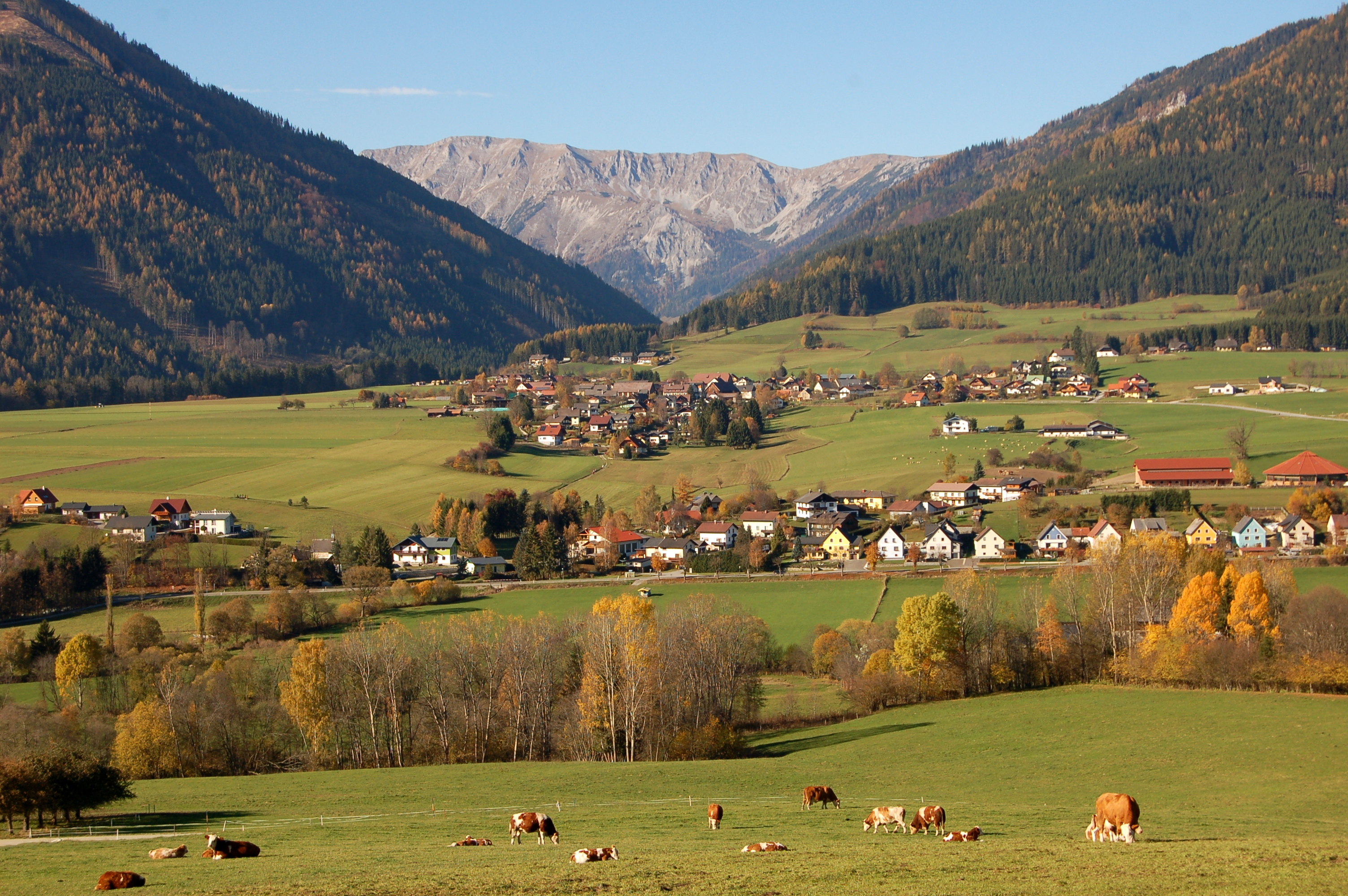
Nordostteil des Aflenzer Beckens (Turnau), Blick nach Norden (Aflenzer Staritzen)

Das Aflenzer Becken mit dem Hauptort Aflenz ist ein inneralpines Becken in der Steiermark. Es erstreckt sich von Turnau im Nordosten bis Thörl im Südwesten.
Geologisch liegt es an der Grenze der Nördlichen Kalkalpen und der Grauwackenzone und ist Teil der Norischen Senke.
Bedeutend ist das Aflenzer Becken auch als Standort der Erdfunkstelle Aflenz und des Flugplatzes Lanzen-Turnau.